# Ujung Padang Asahan
Ujung Padang Asahan is een bestuurslaag in het regentschap Aceh Selatan van de provincie Atjeh, Indonesië. Ujung Padang Asahan telt 1315 inwoners (volkstelling 2010).